# Afghanistans bidrag till Oscar för bästa icke-engelskspråkiga film
Detta är en lista över Afghanistans bidrag till Oscar för bästa icke-engelskspråkiga film.

## Bidragen
| År          | Filmtitel                    | Originaltitel                                | Språk                  | Regissör           | Resultat        |
| ----------- | ---------------------------- | -------------------------------------------- | ---------------------- | ------------------ | --------------- |
| 2002 (75:e) | Fire Dancer                  | Fire Dancer                                  | Dari, Engelska         | Jawed Wassel       | Inte nominerad  |
| 2003 (76:e) | Osama                        | أسامة                                        | Dari                   | Siddiq Barmak      | Inte nominerad  |
| 2004 (77:e) | Earth and Ashes              | خاکستر و خاک (Khakestar-o-khak)              | Dari, Pashto           | Atiq Rahimi        | Inte nominerad  |
| 2008 (81:a) | Opium War                    | جنگ تریاک                                    | Dari, Engelska         | Siddiq Barmak      | Inte nominerad  |
| 2009 (82:a) | 16 Days in Afghanistan       | 16 Days in Afghanistan                       | Dari, Engelska, Pashto | Anwar Hajher       | Diskvalificerad |
| 2010 (83:e) | The Black Tulip              | The Black Tulip                              | Dari, Engelska, Pashto | Sonia Nassery Cole | Inte nominerad  |
| 2012 (85:e) | Tålamodets sten              | سنگ صبور (Syngué sabour, pierre de patience) | Persiska               | Atiq Rahimi        | Inte nominerad  |
| 2013 (86:e) | Wajma – An Afghan Love Story | Wajma                                        | Dari                   | Barmak Akram       | Inte nominerad  |
| 2014 (87:e) | A Few Cubic Meters of Love   | چند متر مکعب عشق (Chand Metre Moka'ab Eshgh) | Persiska               | Jamshid Mahmoudi   | Inte nominerad  |
| 2015 (88:e) | Utopia                       | آرمان شهر                                    | Persiska               | Hassan Nazer       | Inte nominerad  |
| 2016 (89:e) | Parting                      | رفتن                                         | Persiska               | Navid Mahmoudi     | Inte nominerad  |
| 2017 (90:e) | A Letter to the President    | نامه ای به رییس جمهور                        | Dari                   | Roya Sadat         | Inte nominerad  |
| 2018 (91:a) | Rona, Azim's Mother          | رونا مادر عظیم                               | Persiska, dari         | Jamshid Mahmoudi   | Inte nominerad  |
| 2019 (92:a) | Hava, Maryam, Ayesha         | حوا، مریم، عایشه                             | Persian, Dari          | Sahraa Karimi      | Diskvalificerad |